# Страйк (фільм)
«Страйк» (інші назви: «Чортове гніздо», «Історія страйку») — радянський німий історико-революційний агітаційний фільм Сергія Ейзенштейна 1924 року, знятий на Першій кінофабриці «Держкіно» з ініціативи Пролеткульту. Прем'єра фільму відбулася 28 квітня 1925 року. Фільм зустрів неоднозначні відгуки критиків. Радянська преса і деякі кінематографісти називали фільм новаторським і загалом дуже високо оцінювали його значення, але глядачами він прийнятий не був через ускладнену кіномову. У 1969 році фільм був відновлений на Кіностудії ім. М. Горького.

## Сюжет
Дія відбувається до революції. На одному з великих російських заводів неспокійно. Робітник звинувачений адміністрацією в крадіжці інструменту (мікрометра) вартістю в 25 рублів, і, не витримавши несправедливих підозр, він кінчає життя самогубством через повішення. Пролетарі вже давно страждають від важких, нестерпних умов праці та несправедливості керівництва підприємства. Смерть їх побратима стає каталізатором подій. Після вміло організованого в робітничому селищі агітації на заводі оголошений страйк. Трудящі вимагають скорочення робочого дня до восьми годин і збільшення заробітної плати на 30 %. Господарі заводу ігнорують вимоги пролетарів, а їх петицією витирають черевик. Фабриканти організовують за допомогою найманої шпани провокацію — пожежа і погром у винній крамниці під час мирної демонстрації пролетарів. Робітників розганяють струменями води з брандспойтів. Наступного дня, за наказом губернатора, проти страйкуючих спрямовані козаки і поліція, які жорстоко придушують виступ і розстрілюють робітників. Фільм закінчується титрами: «Пам'ятай, пролетар!».

## У ролях
- Максим Штраух —  шпик
- Григорій Александров —  бригадир
- Михайло Гоморов —  робітник
- Лев Троцький —  революціонер-агітатор
- А. Іванов —  шеф поліції
- Іван Клюквін —  активіст
- Олександр Антонов —  робітник в кепці
- Юдіф Глізер —  «Королева» шпани
- Віра Янукова — епізод
- Володимир Уральський —  робітник
- Михайло Мамін — епізод
- Борис Юрцев — «Король» шпани
- Микола Юдін — епізод

## Знімальна група
- Режисер — Сергій Ейзенштейн
- Сценаристи — Григорій Александров, Ілля Кравчуновський, Сергій Ейзенштейн
- Оператори — Едуард Тіссе, Василь Хватов
- Композитор — Сергій Прокоф'єв
- Художник — Василь Рахальс